# 千禧經典台
千禧經典台（英語：TVB Classic）是香港電視廣播有限公司擁有的一條以播放經典電視劇為主的頻道。該頻道主要以播放香港無綫電視所製播的經典電視劇為主。
目前在myTV SUPER所有頻道中，千禧經典台及娛樂新聞台可在馬來西亞地區播放，雖然有在海外地區播放，但馬來西亞版千禧經典台不屬於為TVB Anywhere可播放海外頻道，但仍然算為與馬來西亞Astro合作夥伴頻道。

## 歷史與發展
2005年5月30日，為配合「銀河衛視」易名「SuperSun 新電視」，該頻道以「無綫大劇院」作為頻道名稱正式開播。
2006年3月1日，為配合「SuperSun 新電視」易名「無綫收費電視」，其頻道名稱將「無綫大劇院」更名為「無綫經典台」，同時正式透過無綫收費電視使用第9頻道收看和now TV的無綫收費電視特選組合第809頻道播出。2010年4月1日，马来西亚地区Astro开始播放無綫經典台。
2013年4月29日，該頻道將中文名稱的「無綫經典台」更名為「經典台」。
2017年4月1日起，因應無綫網絡電視交還收費電視牌照，包括本頻道在內的所有收費頻道台徽都有改動，原無綫收費電視圓形三色Logo被改為TVB商標。在海外播出此頻道還是用回之前的圓形三色logo，並沒有更改新的logo。
2019年1月16日起，包括本頻道在內的所有收費頻道台徽都有改動，TVB商標被改為myTV SUPER商標，廣告時段節目預告和呼號畫面更全面取消。香港海外地區都會停播TVB經典台，变更为TVB星河频道现已遍布全球，但馬來西亞除外。而馬來西亞地區，開始播映Astro版本TVB經典台，仍然擁有廣告時段節目預告和呼號畫面，而且将2006年版本TVB經典台被改為2017年版本TVB經典台。
2022年4月11日起，該頻道的中文名稱改為「千禧經典台」，改為播映2000年至今的TVB自製節目；1999年及之前的自製節目則改於「黃金翡翠台」播出。並更改本頻道台徽，恢復廣告時段節目預告和呼號畫面。而馬來西亞地區，也跟香港地區一樣改名為「千禧經典台」，雖然也有插入myTV SUPER廣告服務，但同時仍然插入Astro自家廣告，而且在馬來西亞地區将2017年版本TVB經典台被改回為2006年版本TVB經典台，只是将改为文字中的「千禧經典台」logo。马来西亚地区若要看1999年及之前无线电视剧，必须收看TVB星河频道或新马版本翡翠台。在經典台一分為二的安排下，千禧經典台本一直僅重播2000年或之後首映的電視劇，然而自2023年5月15日該頻道重播1999年首播的狀王宋世傑（貳）後，千禧經典台重播的電視劇不再限制於2000年後，甚至是2000年前首播的電視劇在千禧經典台重播的次數更甚至有大幅增加的跡象，至今該頻道播映1999年及之前无线电视剧約低于30%。

## 播放模式
2018年之前在每一天，TVB经典台（現稱為千禧经典台）都會播出五套經典電視劇，並循環播放六次。2022年4月11日起，星期一至五播出4套經典電視劇，星期六至日則播出3套，每6個小時循環播放一次，共循環4次。

### 香港
2019年1月1日起，星期一至五播出3套經典電視劇，星期六至日則播出1套，每3個小時循環播放一次，共循環8次。於2月4日起更為每2小時半循環播放一次，共循環9至10次。後於3月2日起星期六至日改播出2套，每4小時10分鐘循環播放一次，共循環5至6次。再後於同月12日起星期一至五更為每2小時40分鐘循環播放一次，共循環9次。2022年4月11日起，星期一至五播出4套經典電視劇，星期六至日則播出3套，每6個小時循環播放一次，共循環4次。

### 馬來西亞
大馬版TVB經典台已於2019年3月4日開始啟播。與此之前於2010年4月1日在馬來西亞Astro第305頻道啟播，但會與香港版延遲4分鐘播出，廣告時段會插播Astro自家廣告覆蓋香港TVB廣告，2019年3月4日起啟播大馬版，星期一至五播出4套經典電視劇，星期六至日則播出3套，每6個小時循環播放一次，共循環4次。
2022年4月11日，大馬版TVB經典台改名为大馬版千禧經典台，并与海外版TVB星河频道雷同，差别在于下午6时刷新，而千禧经典台则在早上6时刷新。
目前大马版千禧经典台与主要竞争对手为TVB星河频道。

## 節目編排
TVB經典台在啟播初期曾把每日所播放的劇集分為以下三類：
- 翡翠長情：播放無綫電視所製作的長編連續劇
- 翡翠激情：用作播放無綫電視所製作的武打及警匪片集
- 翡翠大師級：

另外，千禧經典台亦會播放其他類型的電視劇、綜藝節目，例如《真情》、《論盡天堂》、《溫拿狂想曲》、《零時話風情》、《Bang Bang咁嘅聲》、《卿撫你的心》以及靈異劇《幻海奇情》等。為加強頻道的吸引力，該頻道於2006年6月12日起播放首部在香港從未播放的劇集《薛剛反唐》。
- 無綫大寶藏（The Supreme Classic）：星期一至五每日播放十五分鐘，星期六則為一小時版本。節目主要回顧無綫電視製作的綜藝節目，和專題介紹經典劇集的台前幕後。2016年起暫停製作。
- 霎时感动（One From The Heart）及霎时再感动（One From The Heart 2022）：星期一至五每日播放3集，節目主要翡翠台重播製作的綜藝節目。2023年起改播星期一至五每日播放一集，后再次改播另一段时间星期一至五每日播放三集。
- 最紧要正字（More Than Words）：星期一至五每日播放一集，節目主要翡翠台重播製作的綜藝節目。2023年起开始播映。

## 海外播放
千禧經典台除了在香港收看之外，先後於2007年10月4日在新加坡星和視界第858頻道（其後改為第108頻道）啟播，但這頻道是用華語來聯播和比香港版本不同，直至2018年8月31日起22:30停播，當天在1.5小時後，TVB8亦會在同日停播，新加坡地区千禧經典台将会取代TVB星河频道。其後於2008年3月31日在歐洲無線衛星台多頻道平台啟播。該頻道啟播2年後，於2010年6月1日在歐洲無線衛星台開始停播，而無綫經典電視劇在New 5全新多頻道的無綫星級劇集台播放。

### 英國、歐洲和全球
無綫星級劇集台是一條海外頻道，內容為播放無綫經典台，無綫娛樂新聞台及翡翠台即日劇集節目。
歷史
- 2008年3月31日起，該頻道以「無綫經典台 (歐洲)」作為頻道名稱正式開播。
- 2010年6月1日起，無綫經典台更名為無綫星級劇集台。
- 2018年1月1日起，無綫星級劇集台停播，變更為TVB星河頻道現已遍布全球。

### 馬來西亞
大馬版TVB經典台已於2019年3月4日開始啟播。與此之前於2010年4月1日在馬來西亞Astro第305頻道啟播，但會與香港版延遲4分鐘播出，廣告時段會插播Astro自家廣告覆蓋香港TVB廣告。
播放劇集列表